# The Scabs

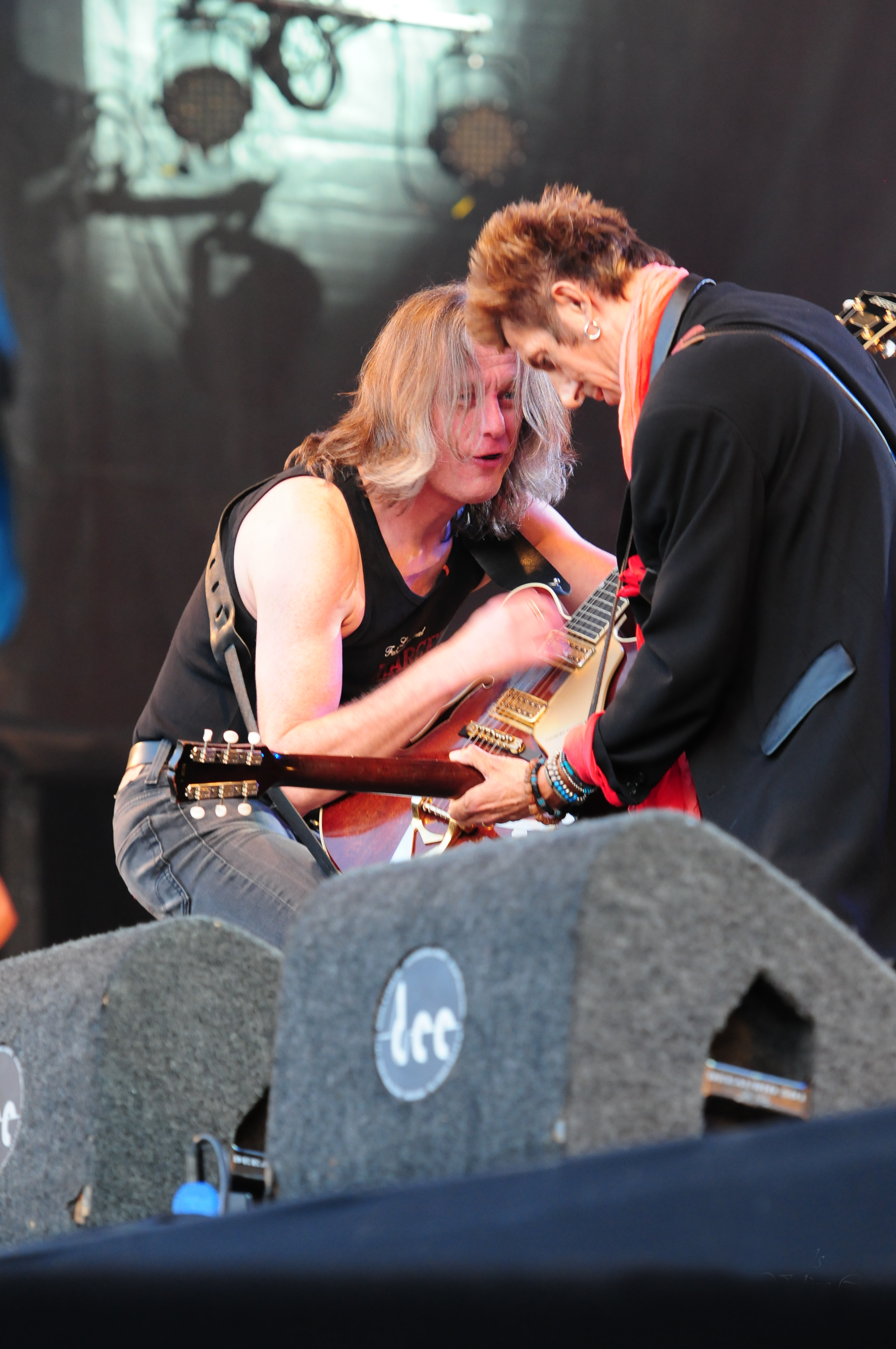
The Scabs beim Casa Blanca Festival, 2012

The Scabs sind eine flämische Garage-Rock- und Punk-Band. Die Gruppe stammt aus Diest und spielte von 1979 bis 1996 zusammen. Nach 2007 absolvierte sie in unregelmäßiger Reihenfolge Reunion-Auftritte.

## Bandgeschichte
Die Urbesetzung der Scabs fand sich im Jahr 1979 zusammen. Sie bestand aus dem Sänger und Gitarristen Guy Swinnen, dem Gitarristen Berre Bergen, dem Bassisten Francis Vangeel und dem Schlagzeuger Frankie Saenen. Stark beeinflusst war die Gruppe vom British Punk der späten 1970er; in den frühen 1980ern wurden sie gelegentlich als belgische Antwort auf die britische Punkband The Clash bezeichnet. Die erste Single So Called Friends erschien im Jahr 1981. Nach zwei weiteren selbstproduzierten Singles unterzeichnete die Gruppe einen Plattenvertrag bei EMI. Nach der Mini-LP Here’s to You Gang! und dem wenig erfolgreichen Album Debüt-Album For All the Wolf Calls trennte sich EMI von der Band.
Beendet wurde die anschließende Durststrecke erst nach einigen Umbesetzungen und dem Wechsel zu einem neuen Label. Als neuer Bassist stieß 1984 Fons Sijmons zur Gruppe. Eine neue, stärker an Garage-Rock-Bands sowie dem Stil der frühen Rolling Stones orientierte Spielweise brachte 1986 der Gitarrist Willy Lambregt (Künstlername: Willy Willy). Nachdem Lambregt, der mit der Sängerin Dani Klein bereits bei der Formation Arbeid Adelt! zusammengearbeitet hatte, kurzzeitig zu der Pop-Band Vaya Con Dios hinübergewechselt war, kehrte er 1990 zu den Scabs zurück. 1987 kam die Gruppe bei dem belgischen Independent-Label Play It Again Sam unter Vertrag. Ihren Erfolgszenit hatte die Band mit den beiden Alben Royalty in Exile (1990) und Jumping the Tracks (1991). Nach 1993 geriet die Band erneut in eine kommerzielle Flaute. 1994 verließ Willy Lambregt die Gruppe nach internen Auseinandersetzungen. Als neuer Gitarrist stieg Tjenne Berghmans, der vorher bei den Formationen Betty Goes Green und Clouseau gespielt hatte.
Bis 1995 brachte die Gruppe drei weitere Alben sowie eine Live-CD auf den Markt. 1996 lösten sich The Scabs auf. Anlässlich des 25. Band-Geburtstags gaben sie 2007 drei Reunion-Konzerte, unter anderem im Ancienne Belgique in Brüssel. 2008 und 2009 folgten weitere Konzert- und Festival-Auftritte – unter anderem auf dem Festival TW Classic und dem Suikerrock-Festival.

## Name
Der Name der Band kommt von dem englischen Begriff „Scab“, umgangssprachlich ein Synonym für „Streikbrecher“. Der Name stammt von Guy Swinnen, der diesen wählte, nachdem er eine BBC-Reportage über einen Bergarbeiterstreik in England gesehen hatte. Die wörtliche Bedeutung von Scab lautet: Schorf (auf einer Wunde).

## Diskografie

### Alben
| Jahr | Titel                                               | Höchstplatzierung, Gesamtwochen, AuszeichnungChartsChartplatzierungen (Jahr, Titel, Platzierungen, Wochen, Auszeichnungen, Anmerkungen) | Anmerkungen                              |
| Jahr | Titel                                               | BEF | Anmerkungen                              |
| ---- | --------------------------------------------------- | --- | ---------------------------------------- |
| 1990 | Royalty in Exile                                    | BEF31 (5 Wo.)BEF | Charteinstieg: 2007                      |
| 1995 | Sunset over Wasteland                               | BEF12 (6 Wo.)BEF | Erstveröffentlichung: 15. September 1995 |
| 1996 | Hard to Forget – A Compilation of the Finest Tracks | BEF38 (11 Wo.)BEF | Erstveröffentlichung: 18. November 1996  |
| 2010 | The Singles                                         | BEF45 (9 Wo.)BEF | Erstveröffentlichung: 12. November 2010  |
| 2015 | Ways of a Wild Heart                                | BEF1 (20 Wo.)BEF | Erstveröffentlichung: 2. Februar 2015    |
| 2019 | Favourites                                          | BEF5 (13 Wo.)BEF |                                          |

grau schraffiert: keine Chartdaten aus diesem Jahr verfügbar
Weitere Alben
- For All the Wolf Calls (1984)
- Skintight (1987)
- Gangbang (Kompilation, 1988)
- Jumping the Tracks (1991)
- The Early Years (Kompilation, 1992)
- Dog Days are Over (1993)
- Live Dog (Livealbum, 1993)
- Odds & Outtakes (Kompilation, 1993)

EPs
- Here’s to You Gang! (1983)
- Rockery (1986)
- Inbetweenies (1993)

### Singles
| Jahr | Titel Album                                 | Höchstplatzierung, Gesamtwochen, AuszeichnungChartsChartplatzierungen (Jahr, Titel, Album, Platzierungen, Wochen, Auszeichnungen, Anmerkungen) | Anmerkungen                         |
| Jahr | Titel Album                                 | BEF | Anmerkungen                         |
| ---- | ------------------------------------------- | --- | ----------------------------------- |
| 1983 | Matchbox Car Here’s to You Gang!            | BEF40 (1 Wo.)BEF |                                     |
| 1983 | No Pay Today –                              | BEF40 (1 Wo.)BEF |                                     |
| 1985 | Lazy Girls For All the Wolf Calls           | BEF40 (1 Wo.)BEF |                                     |
| 1990 | Hard Times Royalty in Exile                 | BEF33 (6 Wo.)BEF |                                     |
| 1990 | Time Royalty in Exile                       | BEF44 (4 Wo.)BEF |                                     |
| 1991 | Don’t You Know Jumping the Tracks           | BEF25 (3 Wo.)BEF |                                     |
| 1992 | Robbin’ the Liquor Store Jumping the Tracks | BEF48 (1 Wo.)BEF |                                     |
| 1992 | Nothing on My Radio Jumping the Tracks      | BEF32 (2 Wo.)BEF |                                     |
| 1993 | Can’t Call Me Yours Inbetweenies            | BEF44 (1 Wo.)BEF |                                     |
| 1993 | She’s Jivin’ Dog Days are Over              | BEF19 (9 Wo.)BEF | Erstveröffentlichung: 21. Juni 1993 |
| 1993 | The Party’s Over Dog Days are Over          | BEF33 (1 Wo.)BEF |                                     |

Weitere Singles
- So Called Friends (1981)
- There Is Nothing Wrong (1981)
- Trapped by the Train (1983)
- The One and Only (1984)
- Live Your Life (1984)
- Stay (1986)
- The Pimp (1987)
- Halfway Home (1988)
- Crystal Eyes (1988)
- I Need You (1990)
- Little Lady (1990)
- Hard to Forget (1992)
- Four Aces (1994)
- All You Ever Do (1994)
- Let Him Whine (1994)
- Silly Me (1995)
- Seven Seas (1995)
- Lonely Man (1995)